# Protéine inflammatoire macrophagique
Les protéines inflammatoires des macrophages (MIP) appartiennent à la famille des cytokines chimiotactiques appelées chimiokines. Chez l'homme, il existe deux formes majeures, MIP-1α et MIP-1β qui sont maintenant (selon la nouvelle nomenclature) officiellement nommées respectivement CCL3 et CCL4. Cependant, d'autres noms peuvent parfois être rencontrés, notamment dans la littérature ancienne, comme LD78α, AT 464.1 et GOS19-1 pour le CCL3 humain et AT 744, Act-2, LAG-1, HC21 et G-26 pour le CCL4 humain. D'autres protéines inflammatoires des macrophages comprennent MIP-2, MIP-3 et MIP-5.

## MIP-1
MIP-1α et MIP-1β sont des facteurs majeurs produits par les macrophages et les monocytes après leur stimulation par une endotoxine bactérienne ou des cytokines pro-inflammatoires comme l'IL-1β. Mais il semble qu'ils puissent être exprimés par toutes les cellules hématopoïétiques et certaines cellules tissulaires telles que les fibroblastes, les cellules épithéliales, les cellules musculaires lisses vasculaires ou les plaquettes lors de l'activation. Ils jouent un rôle crucial dans les réponses immunitaires à l'infection et à l'inflammation. Les CCL3 et CCL4 peuvent se lier aux protéoglycanes extracellulaires, ce qui n'est pas nécessaire à leur fonction mais peut renforcer leur bioactivité. L'effet biologique est réalisé par ligation des récepteurs de chimiokines CCR1 (ligand CCL3) et CCR5 (ligands CCL3 et CCL4) et le signal est ensuite transféré dans la cellule, ainsi ces cytokines affectent toute cellule qui possède ces récepteurs. L'effet principal est inflammatoire et consiste principalement en un chimiotactisme et une migration transendothéliale, mais les cellules peuvent également être activées pour libérer certaines molécules bioactives. Ces chimiokines affectent les monocytes, les lymphocytes T, les cellules dendritiques, les cellules NK et les plaquettes. Eux aussi activent les granulocytes humains (neutrophiles, éosinophiles et basophiles) qui peuvent entraîner une inflammation aiguë des neutrophiles. Ils induisent également la synthèse et la libération d'autres cytokines pro-inflammatoires telles que l'interleukine 1 (IL-1), l'IL-6 et le TNF-α à partir des fibroblastes et des macrophages. Les gènes de CCL3 et CCL4 sont tous deux situés sur le chromosome humain 17 et sur le chromosome murin 11.
Ils sont produits par de nombreuses cellules, en particulier les macrophages, les cellules dendritiques et les lymphocytes. Les MIP-1 sont surtout connus pour leurs effets chimiotactiques et pro-inflammatoires, mais ils peuvent aussi favoriser l'homéostasie. Les analyses biophysiques et la modélisation mathématique ont montré que les MIP-1 forment de manière réversible une distribution polydisperse de polymères en forme de bâtonnets en solution. La polymérisation enfouit les sites de liaison aux récepteurs du MIP-1, de sorte que les mutations de dépolymérisation permettent au MIP-1 d'arrêter les monocytes sur l'endothélium humain activé.
MIP-1γ est une autre protéine inflammatoire des macrophages et selon la nouvelle nomenclature est nommée CCL9. Il est produit principalement par les cellules épithéliales associées aux follicules et est responsable de la chimiotaxie des cellules dendritiques et des macrophages dans les plaques de Peyer dans l'intestin par la liaison de CCR1.
MIP-1δ ou MIP-5 (CCL15) lie également CCR1 et CCR3.

## MIP-2
MIP-2 appartient à la famille des chimiokines CXC, est nommé CXCL2 et agit par liaison de CXCR1 et CXCR2. Il est produit principalement par les macrophages, les monocytes et les cellules épithéliales et est responsable de la chimiotaxie à la source de l'inflammation et de l'activation des neutrophiles.

## MIP-3
Il existe deux chimiokines dans le groupe MIP-3. MIP-3α (CCL20) et MIP-3β (CCL19).
MIP-3α se lie au récepteur CCR6. CCL20 est produit par la muqueuse et la peau par des cellules épithéliales activées et attire les cellules Th17 vers le site de l'inflammation. Il est également produit par les cellules Th17 elles-mêmes. Il attire en outre les lymphocytes B activés, les lymphocytes T mémoire et les cellules dendritiques immatures et participe à la migration de ces cellules dans les organes lymphoïdes secondaires,. Les cellules dendritiques matures régulent à la baisse CCR6 et à la hausse CCR7, qui est le récepteur de MIP-3β.
Le MIP-3β (CCL19) est produit par les cellules stromales dans les zones de lymphocytes T des organes lymphoïdes secondaires et se lie au récepteur CCR7 à travers lequel attire les cellules dendritiques matures vers les ganglions lymphatiques. Il est également produit par les cellules dendritiques et attire également les lymphocytes T naïfs et les lymphocytes B vers le ganglion lymphatique, où les antigènes peuvent leur être présentés par les cellules dendritiques.

## MIP-5
Le MIP-5 (parfois appelé MIP-1δ) ou CCL15 se lie aux récepteurs CCR1 et CCR3. Il possède des propriétés chimiotactiques pour les monocytes et les éosinophiles et est exprimé par les macrophages, les basophiles et certaines cellules tissulaires. On pense qu'elle joue un rôle dans la pathologie de l'asthme.